# Platylabus columbiae
Platylabus columbiae là một loài tò vò trong họ Ichneumonidae.